# Smrič
Smrič  (crvena kleka, primorska kleka, šmrika, smrijek, oštroigličasta borovica; lat. Juniperus oxycedrus) je grm iz porodice Cupressaceae. Rasprostranjena je po Sredozemlju, zapadnom dijelu Male Azije, Siriji, Iraku, Iranu i na Kavkazu.

## Podvrsta
- Juniperus oxycedrus var. badia H.Gay
- Juniperus oxycedrus var. oxycedrus

## Sinonimi
- Juniperus glauca Salisb.
- Juniperus heterocarpa Timb.-Lagr. ex Nyman
- Juniperus heterocarpa Timb.-Lagr. ex Loret & Barrandon
- Juniperus oxycedrina St.-Lag.
- Juniperus oxycedrus var. brachyphylla Loret
- Juniperus oxycedrus f. viridis Posp.
- Juniperus oxycedrus var. wittmanniana Carrière
- Juniperus rufescens Link
- Juniperus souliei Sennen
- Juniperus tenella Antoine
- Juniperus wittmanniana Fisch. ex Lindl.
- Oxycedrus echinoformis Carrière
- Oxycedrus ericoides Pandiani
- Oxycedrus withmanniana Carrière[1]

## Vanjske poveznice
|  | Zajednički poslužitelj ima stranicu o temi smrič    |
|  | Zajednički poslužitelj ima još gradiva o temi smrič |
|  | Wikivrste imaju podatke o taksonu smriču            |